# Малиновцы (Хмельницкая область)
Малиновцы (укр. Малинівці) — село в Каменец-Подольском районе Хмельницкой области Украины.
Население по переписи 2001 года составляло 159 человек. Почтовый индекс — 32378. Телефонный код — 3849. Занимает площадь 0,713 км².

## Местный совет
32378, Хмельницкая обл., Каменец-Подольский р-н, с. Гринчук